# 兰农根
兰农根是德国巴伐利亚州的一个市镇。总面积17.34平方公里，总人口1163人，其中男性590人，女性573人（2011年12月31日），人口密度67人/平方公里。